# Museo del Condado de Clark
El Museo del Condado de Clark está ubicado en Henderson, Nevada, y es administrado por el Condado de Clark. El museo incluye el Anna Roberts Parks Exhibit Hall y Heritage Street, que contiene ocho edificios históricos del condado.
El museo se centra en la historia del condado más al sur de Nevada, con énfasis en los nativos americanos, como el pueblo Paiute, así como en la minería, el impacto de los ferrocarriles y los juegos de azar. Las exhibiciones incluyen varias casas históricas, así como un pueblo fantasma recreado.

## Historia
En 1911, Anna Nuhfer Roberts llegó a Nevada con su esposo, William Roberts. Fue el primer empresario de pompas fúnebres en Las Vegas, y juntos viajaron por el sur de Nevada. Durante este tiempo, Anna se convirtió en coleccionista de artefactos históricos, minerales y ropa. 
A mediados de la década de 1920, se separaron. William se mudó a California. Sin embargo, Anna permaneció en Nevada con su hija, Edith Jennings Mariano, nacida en 1920, y su madre viuda. Durante este tiempo, Anna trabajó como funeraria ya que había completado su formación y tenía licencia en Nevada y California. Continuó viajando por todo el sur de Nevada como funeraria, sin dejar de aumentar sus colecciones. 
En mayo de 1926, abrió Palm Mortuary en Las Vegas y, poco después, se casó con Gene Parks. Anna asumió el apellido de su esposo y se hizo conocida como Anna Roberts Parks. Inicialmente almacenó su floreciente colección dentro de su casa o esparcida por su propiedad de cinco acres. Como su colección superó su propiedad, gran parte se trasladó a un edificio del ejército cerca de las calles 21 y Fremont. Esta ubicación resultó menos satisfactoria ya que la gente irrumpió y robó artefactos valiosos e históricos. 
En 1962, Anna Roberts Parks murió en un accidente automovilístico, dejando sus colecciones y propiedades a su única hija, Edith. Ella buscó un patrocinador local para crear un museo para la colección de su madre y mantener la colección en el sur de Nevada. Después de otro robo en el edificio del ejército, una historiadora local de Nevada, Maryellen Vallier Sadovich, se puso en contacto con Edith y reforzó la búsqueda de un patrocinador. Maryellen trajo la colección a la atención de Dick Pryor, miembro de la Cámara de Comercio de Henderson. La Cámara  estaba interesada, pero al igual que otros patrocinadores potenciales, expresaron su incertidumbre sobre dónde albergar la colección y cómo recaudar suficiente dinero para construir un edificio adecuado. En respuesta a la carta de Maryellen fechada el 11 de junio de 1966, la Cámara anunció la creación de un comité permanente para estudiar el problema. Los tres miembros iniciales del comité fueron Frank Schreck, Glen Taylor y Dick Pryor. En enero de 1968, la Cámara de Comercio votó a favor de seguir adelante con los planes para el edificio del museo, pero les habían dicho anteriormente que las instalaciones de la escuela de Henderson no eran una opción. Aproximadamente al mismo tiempo, Maryellen Sadovich llamó para informar que las colecciones habían sido vandalizadas una vez más. Esto provocó una llamada a Glen Taylor, miembro de la junta escolar. En una hora, Glen aseguró el gimnasio de la escuela Townsite en Water Street para el proyecto. 
A la luz de estos acontecimientos, Dick Pryor, Maryellen Sadovich, Glen Taylor y Ellen Shirley-Frehner se dirigieron inmediatamente a Las Vegas para supervisar el traslado de la colección desde el cuartel del ejército al gimnasio de la escuela en Henderson. Para el 11 de enero de 1968, la mudanza se completó y la colección se aseguró a la espera de una buena limpieza, organización y preparación para su exhibición. 
El nuevo museo se convirtió en un proyecto comunitario en Henderson. Para estructurar adecuadamente el nuevo museo, el juez de distrito Jim Santini redactó los estatutos. Bill Boyd redactó un contrato que transfirió legalmente las colecciones de la Sra. Jennings a la Cámara de Comercio. El nuevo museo se convirtió en entidad legal el 19 de marzo de 1968. Más tarde, el nombre se cambió a Museo del Sur de Nevada.
Más tarde, el nombre del museo cambió a Clark County Museum o Clark County Heritage Museum, por el que se le conoce actualmente. El administrador del Museo del Patrimonio del Condado de Clark es Mark Hall-Patton, un historiador del siglo XX que ha aparecido en la serie de telerrealidad Pawn Stars como un experto recurrente.

## Exhibiciones

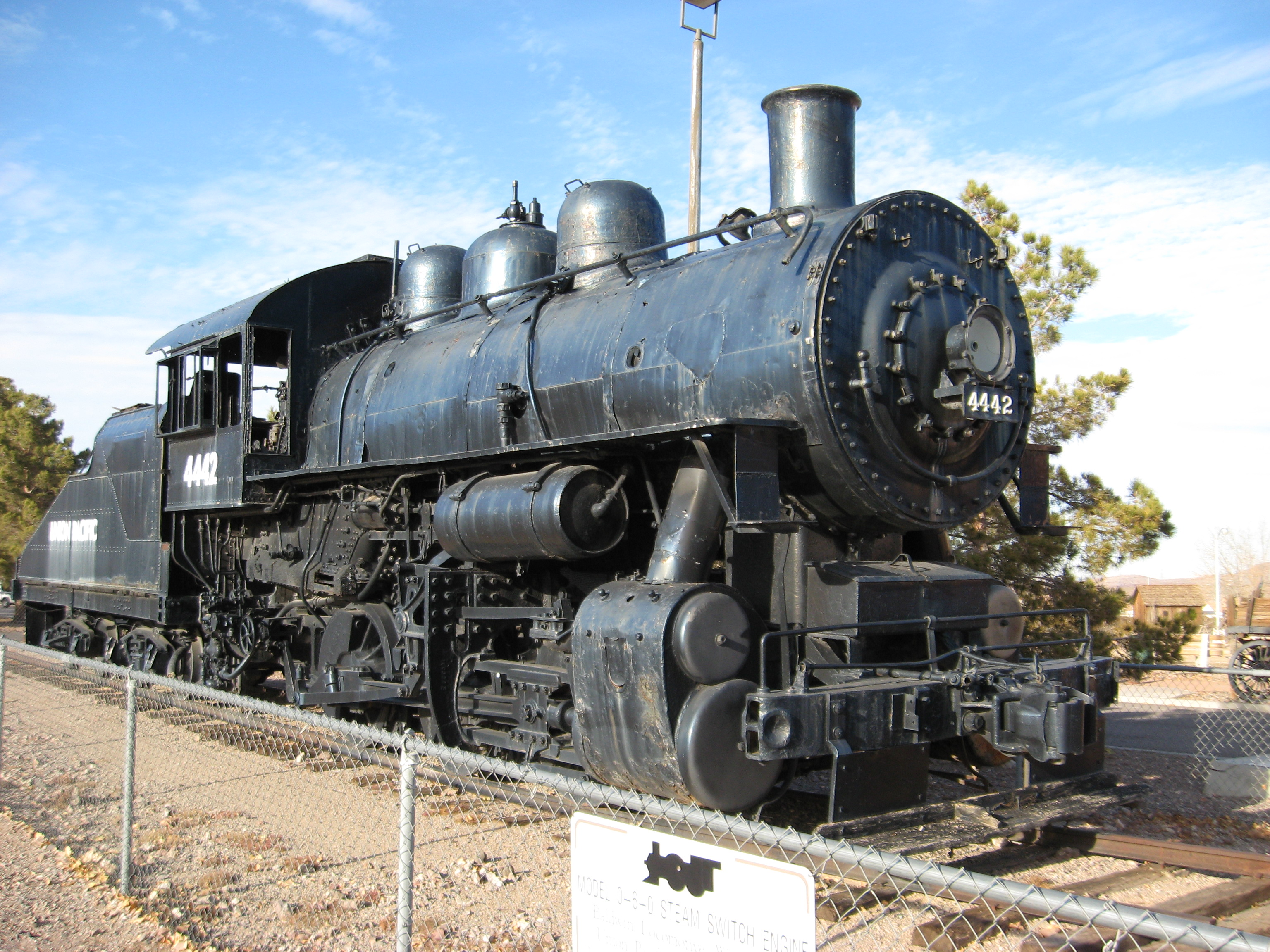
Locomotora antigua, Museo del Condado de Clark

### Juego de azar
- Máquina tragaperras Dewy de 1898.[6]

### Casas históricas
- Original casa de pueblo de Henderson BMI circa 1941 a 1944
- Casa Giles / Barcus (alrededor de 1905 de Goldfield, Nevada )[6]
- Beckley House (1912 de Las Vegas)[7]
- Casa Goumond de 1935 y restaurada en los años 50.
- Beckley House construida en 1912 y renovada en la década de 1920
- Babcock y Wilcox House de la década de 1930
- Casa de pueblo de la década de 1940

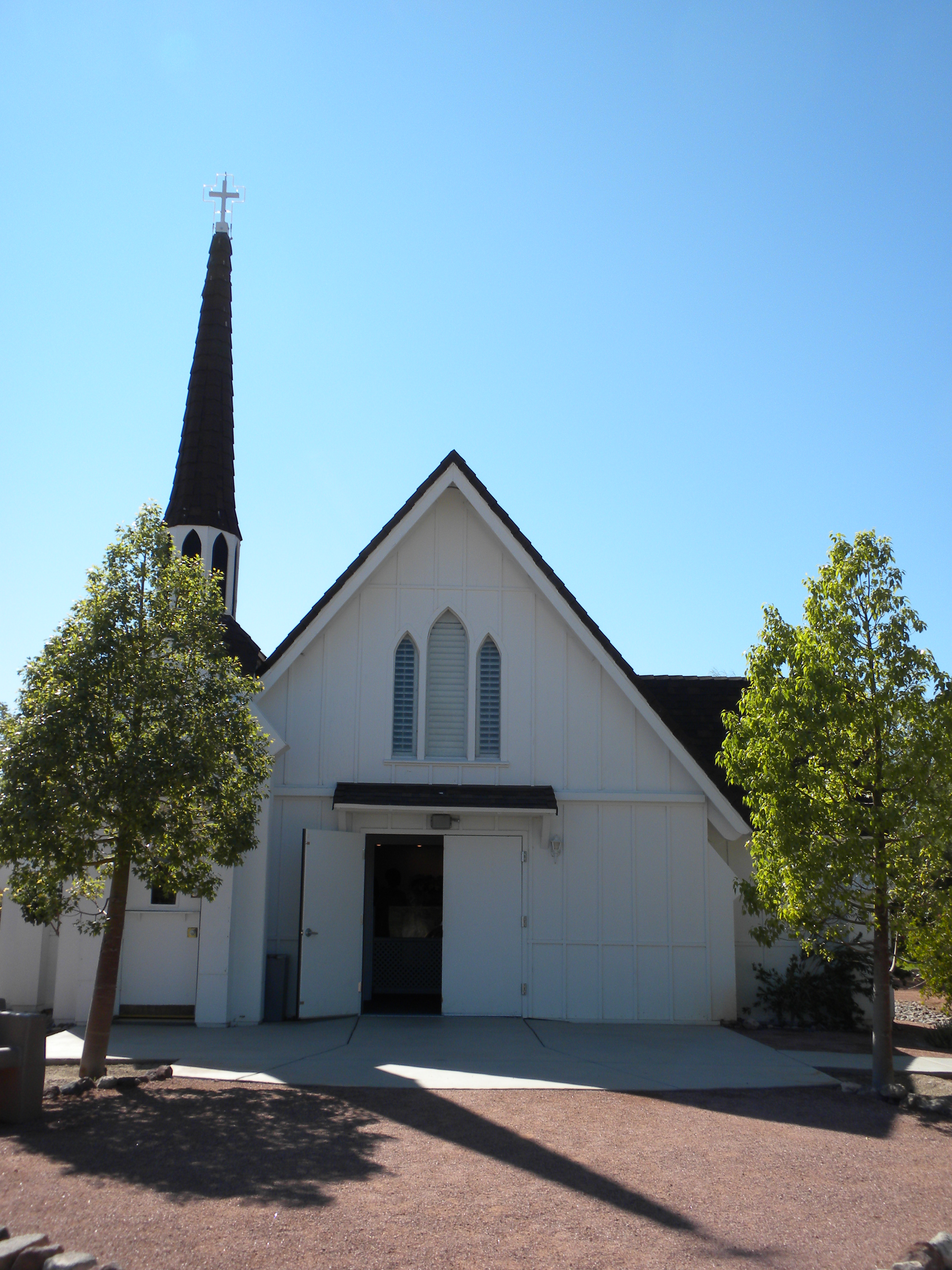
Candlelight Wedding Chapel ubicada en el Museo del Patrimonio del Condado de Clark

La Candlelight Wedding Chapel, anteriormente ubicada en el Strip, ahora se encuentra en los terrenos del museo, al final de Heritage Street. Una histórica cabaña de ferrocarril del centro de Las Vegas también ha sido reubicada en los terrenos del Museo, pero aún no está abierta al público. Uno puede mirar en el interior muebles de época desde el porche. 

### Transporte
- 1932 Depósito de trenes de Boulder City[8]
- 1946 Plymouth Coupe[7]
- Casa Gourmond (década de 1930)
- 1959 Studebaker Lark